# Nobuaki Komoto
 (mai 2025).
Si vous disposez d'ouvrages ou d'articles de référence ou si vous connaissez des sites web de qualité traitant du thème abordé ici, merci de compléter l'article en donnant les références utiles à sa vérifiabilité et en les liant à la section « Notes et références ».
Nobuaki Komoto (河本 信昭) est un scénariste japonais. Il est surtout connu pour avoir été tour à tour scénariste, planificateur des évènements (event planner) et réalisateur chez Square puis Square Enix. Dans cette entreprise, Komoto a travaillé principalement sur la licence Final Fantasy.
À la fin des années 1990, il est embauché par Square pour travailler en tant qu'event planner sur Xenogears, en tant que game designer et sur Chocobo's Dungeon 2, puis à nouveau event planner sur Final Fantasy IX.
Récemment, il a travaillé au scénario de Final Fantasy XI puis a réalisé les extensions Chains of Promathia, et Les guerriers de la Déesse.
Il a été directeur du MMORPG de Square Enix, Final Fantasy XIV avant de se faire remplacer par Naoki Yoshida en raison du résultat non concluant de cet opus.

## Liste de jeux
- 1998 : Xenogears, event planner
- 1998 : Chocobo's Dungeon 2, game designer
- 2000 : Final Fantasy IX, event planner
- 2002 : Final Fantasy XI, scénariste, event planner
- 2004 : Final Fantasy XI: Chains of Promathia, réalisateur
- 2007 : Final Fantasy XI : Les guerriers de la Déesse, coréalisateur[1]
- 2010 : Final Fantasy XIV, réalisateur